# Martin-Joseph Robson
Martin-Joseph Robson (Turnhout, 18 november 1817 – aldaar, 6 maart 1884) was een Belgisch componist en organist.
Hij was zoon van organist/winkelier Franciscus-Josephus/François-Joseph Robson (1763-1833) en Maria Therese Janssens. Franciscus-Josephus Robson was zoon van organist en componist Sébastien-Joseph Robson (Thuin, 1734-Turnhout 1814), organist en kapelmeester van de Sint Pieterskerk en schrijver van volkse en patriottische liederen, maar ook van een Dies irae, Pie Jesu en Marsch van Turnhout). Deze Sébastien-Joseph was de broer van de musici Jean-Jacques Robson (die het bekendst bleef), Guillaume-Joseph (1717-1792) en Judocus-Emmanuel Robson (1740-1768) . Martin Joseph was getrouwd met Joanna Theresia Kerckhofs.
Marti-Joseph ontving zijn muzieklessen van Van den Broeck in Diest en Jacques-Nicolas Lemmens in Mechelen. Vanaf 1835 bespeelde hij het orgel van de hoofdkerk van Turnhout en was daar ook jarenlang docent aan het St-Jozefscollege. Hij was er organist tot 1879. Hij schreef missen en motetten, zijn belangrijkste werken waren het lyrisch drama/opera Charles-Quint *1867) en het oratorium La nativité du seigneur (1848). Slechts enkele werken kwamen via druk in omloop.
Turnhout heeft een plein naar de drie musici Jean-Jacques, Sebastien-Joseph en Martin Joseph vernoemd.